# 扬州西部交通客运枢纽
扬州西部交通客运枢纽，是扬州市的汽车客运站，位于扬州站西侧约110米。2012年9月开工，2015年7月投入使用。2017年8月入围鲁班奖。